# گربه نوروزی
گربه نوروزی (نام علمی: Malacosoma disstria) گونه ای شاپرک از تیره شاپرک‌های پشمالو است.

## لارو
این کرم‌ها در طول دوره پوست‌اندازی پیله نمی‌سازند، بلکه یک غلاف نازک ابریشمی در اطراف خود می‌بافند.گربه نوروزی در نقاط مختلف دنیا در رنگ‌ها و گونه‌های متفاوتی یافت می‌شود. در ایران رنگ سیاه و رنگ نارنجی آن از بقیه رنگ‌ها فراوان‌تر است.
گربه نوروزی (لارو شاپرک) معمولاً اواخر اسفند ماه و اوایل تابستان از پیله بیرون می‌آید و چون دوران حضور آن نویدبخش نوروز است از دیرباز به این نام شناخته می‌شده است.
واژهٔ گربه‌نوروزی دو بخش دارد. «گربه» که به خاطر پشمالو بودن آن است! و «نوروزی» که نمادی از نوروز است و دلیل‌اش پدیدار شدن این کرم در زمان نوروز است.
این کرم در مناطق کوهپایه‌ای زاگرس جنوبی به وفور یافت می‌شود، اما مهمترین زیستگاه آن در ایران منطقه حفاظت‌شده میان‌جنگل است.